# Bob-Weltmeisterschaft 1935
Die 5. Bob-Weltmeisterschaft wurde am 2. und 3. Februar 1935 im Zweierbob auf der Natureisbahn im österreichischen, damals noch eigenständigen Wintersportort Igls und am 14. und 15. Februar 1935 im Viererbob auf der Olympiaeisbahn im schweizerischen St. Moritz ausgetragen. Wegen schlechten Wetters und sehr schwierigen Bahnbedingungen wurden in Igls nur die zwei Läufe des ersten Wettkampftages gewertet.

## Zweierbob
Die Austragung der Weltmeisterschaft im kleinen Schlitten wurde von starken Wetterunbilden beeinflusst. So weichte vormittags einsetzender Föhn und anschließend starker Regen die Bahn enorm auf. Dennoch konnten unter halbwegs regulären Bedingungen zwei Läufe absolviert werden. Insgesamt gingen 14 Teams an den Start, von denen zwei Teams bereits nach dem ersten lauf ausschieden. Etwas überraschend lag nach dem ersten Lauf das tschechoslowakische Duo Lanzendörfer/Růžička mit zweieinhalb Sekunden Vorsprung vor dem olympischen Silbermedaillengewinner von Lake Placid, dem Schweizer Reto Capadrutt. Allerdings fuhren die Tschechoslowaken im zweiten lauf eine wesentlich schlechtere Zeit, so dass Capadrutt nach einer nicht viel langsameren zweiten Fahrt mit über sechs Sekunden Vorsprung auf dem ersten Platz lag. Für damalige Verhältnisse recht knapp dahinter lag der damals recht bekannte Automobilrennfahrer Antonio Brivio, auch Marquis Brivio genannt, aus Italien. Am zweiten Wettkampftag setzte in Igls starker Schneefall ein, der die Bahn automatisch langsamer machte. Zunächst wurde ein Vorlauf mit nur zwei Bobs gestartet, danach wurde alle Bobs in den dritten Lauf geschickt. Die gefahrenen Zeiten zeigten indes, dass kein fairer Wettkampf zustande kam. Daraufhin verkündete die Jury das Ergebnis vom ersten Wettkampftag als Endergebnis, so dass Reto Capadrutt seinen ersten und letztlich auch einzigen internationalen Titel feiern konnte.
| Platz | Land   | Sportler                           | 1. Lauf | 2. Lauf | Gesamt  |
| ----- | ------ | ---------------------------------- | ------- | ------- | ------- |
| 1     | SUI II | Reto Capadrutt Emil Diener         | 1:45,26 | 1:46,46 | 3:31,72 |
| 2     | TCH I  | Josef Lanzendörfer Karel Růžička   | 1:42,76 | 1:55,38 | 3:38,14 |
| 3     | ITA I  | Antonio Brivio Carlo Solveni       | 1:46,83 | 1:51,58 | 3:38,41 |
| 4     | BEL I  | Max Houben ?                       | 1:53,61 | 1:49,67 | 3:42,28 |
| 5     | AUT II | ?                                  |         |         |         |
| 6     | SUI I  | Fritz Feierabend Adalbert Odermatt |         |         |         |

## Viererbob
Zur Konkurrenz im großen Schlitten hatten 11 Bobs aus Deutschland, Frankreich, Italien, Rumänien, der Schweiz und England gemeldet. Der ursprünglich von Österreich angemeldete Bob trat nicht an. Zu den Favoriten zählte im Vorfeld Hanns Kilian aus Deutschland und der frisch gekürte Weltmeister im Zweierbob, Reto Capadrutt aus der Schweiz. Er war allerdings durch den Ausfall seines Anschiebers Emil Diener etwas gehandicapt, Diener hatte sich bei der Zweierbob-WM einen Leberriss zugezogen. Nach dem ersten Wettkampftag lag das Feld nach zwei Fahrten auf der nach Fachmeinung hervorragend präparierten Natureisbahn für damalige Verhältnisse noch eng beieinander. Es führte Kilian vor Capadrutt und dem zweiten Schweizer Bob mit Pilot Pierre Musy. Zeitgleich mit Musy belegte der Deutsche Fritz Grau den dritten Platz. Aber auch die Autorennsportler Philippe de Rothschild aus Frankreich, Antonio Brivio aus Italien und Frederick McEvoy aus Großbritannien sowie der rumänische Ex-Weltmeister Alexandru Papană konnten sich noch Medaillenchancen ausrechnen.
Der zweite Wettkampftag war auf der über Nacht ausgebesserten Bahn von einigen Stürzen geprägt, so dass sich an der Konstellation vom Vortag noch einiges änderte. Unter diesen Umständen bekam die Aufgabe des Bobs Italien II nach dem dritten Lauf eine tragikomische Note, hätte er doch bei einem sicheren Ankommen im Tal sogar noch den sechsten Platz belegen können. Neben dieser Aufgabe wurden die Bobs Frankreich II von Phillipe de Rothschild und der aussichtsreich gelegene Bob Deutschland II von Fritz Grau durch Stürze aus dem Rennen geworfen, so dass letztlich nur acht Bobs in die Wertung eingingen. Der Bob von Alexandru Papană stürzte zwar im dritten Lauf, er setzte sich aber mit seiner Crew wieder in den Bob und beendete den Lauf. Mit einem Rückstand von über 50 Sekunden auf den besten Bob ins Ziel kommend, waren für die Rumänen nach dem dritten Lauf aber alle Medaillenhoffnungen zerstoben. An der Spitze konnte Titelverteidiger Kilian auch nach dem dritten lauf den ersten Platz verteidigen und konnte sich so im letzten Lauf einen Rückstand von sechs Zehnteln auf den Schweizer Musy erlauben. Für Kilian war es der dritte Weltmeistertitel. Hinter dem deutschen Team entbrannte aber ein Zweikampf unter den eidgenössischen Bobs. Während nach dem dritten Lauf Capadrutt noch mit 3 Zehnteln Vorsprung auf dem Silberrang lag, konnte Musy im letzten Lauf das Blatt noch wenden. Mit Laufbestzeit nahm er Capadrutt sieben Zehntel ab, was am Ende Silber mit vier Zehnteln Vorsprung vor bedeutete. Antonio Brivio profitierte von den Stürzen der Konkurrenz und wurde noch Vierter.
| Platz | Land   | Sportler                                                        | 1. Lauf | 2. Lauf | 3. Lauf | 4. Lauf | Gesamt |
| ----- | ------ | --------------------------------------------------------------- | ------- | ------- | ------- | ------- | ------ |
| 1     | GER I  | Hanns Kilian Alexander Gruber Hermann von Valta Sebastian Huber | 1:23,1  | 1:22,1  | 1:24,0  | 1:23,8  | 5:33,0 |
| 2     | SUI II | Pierre Musy Arnold Gartmann Charles Bouvier Joseph Beerli       | 1:23,7  | 1:23,4  | 1:24,2  | 1:23,2  | 5:34,5 |
| 3     | SUI I  | Reto Capadrutt Fritz Feierabend A. Lardi H. Tami                | 1:24,5  | 1:22,1  | 1:24,4  | 1:23,9  | 5:34,9 |
| 4     | ITA I  | Antonio Brivio ?                                                | 1:25,0  | 1:23,5  | 1:24,1  | 1:25,0  | 5:37,6 |
| 5     | FRA I  | René Charlet ?                                                  | 1:24,8  | 1:24,8  | 1:25,1  | 1:25,0  | 5:39,7 |
| 6     | GBR    | Frederick McEvoy ?                                              | 1:26,4  | 1:23,3  | 1:24,8  | 1:25,3  | 5:39,8 |
| 7     | ROU I  | Alexandru Frim ?                                                | 1:26,6  | 1:32,0  | 1:24,2  | 1:24,1  | 5:46,9 |
| 8     | ROU II | Alexandru Papană ?                                              | 1:24,2  | 1:24,4  | 1:24,7  | 2:18,4  | 6:31,7 |

## Medaillenspiegel
| Platz | Land               | Gold | Silber | Bronze | Gesamt |
| ----- | ------------------ | ---- | ------ | ------ | ------ |
| 1     | Schweiz            | 1    | 1      | 1      | 3      |
| 2     | Deutsches Reich    | 1    | 0      | 0      | 1      |
| 3     | Tschechoslowakei   | 0    | 1      | 0      | 1      |
| 4     | Königreich Italien | 0    | 0      | 1      | 1      |